# Iwan Isossimowitsch Potechin
Iwan Isossimowitsch Potechin (russisch Иван Изосимович Потехин; * 18. Septemberjul. / 1. Oktober 1903greg. im Dorf Kriwoscheineno, Region Krasnojarsk; † 17. September 1964 in Moskau) war ein sowjetischer Afrikawissenschaftler und Historiker.

## Leben
Potechin stammte aus einer sibirischen Bauernfamilie. 1917 begann er in einer Gerberei zu arbeiten. 1918 schloss er die zweiklassige Schule im Dorf Nowosselowe ab. Neben der Arbeit absolvierte er eine Militärausbildung. Im Februar 1921 wurde er in die kommunistische Zelle der Gerberei aufgenommen. Von Januar 1921 bis Februar 1922 absolvierte er die Minussinsker Abteilung der RabFak der Universität Tomsk. 1922–1923 studierte er in Krasnojarsk an der sowjetischen Parteischule des Gouvernements Jenisseisk. Daneben und danach leistete er Komsomol- und Parteiarbeit. 1929 wurde Potechin zur Roten Armee eingezogen und diente als Kompanie-Politruk in der 21. Division der Sonder-Rotbanner-Fernostarmee (ODWA). Er nahm an den Kämpfen im Sowjetisch-chinesische Grenzkrieg teil.
Nach Demobilisierung und Fabrik-Agitprop-Arbeit im Tomsker Parteikomitee wurde Potechin im August 1930 zum Studium an die Universität Leningrad geschickt. Er studierte nun Afrikanistik bei Dmitri Alexejewitsch Olderogge. Nach zwei Jahren wurde Potechin zur Lehre an die Moskauer Kommunistische Universität der Werktätigen des Ostens (KUTW) geschickt. Er kümmerte sich um die afrikanischen Studenten, forschte und betreute Studenten in der Aspirantur. Er arbeitete mit dem Generalsekretär der South African Communist Party Albert Thomas Nzula zusammen und war befreundet mit Moses Kotane und J. B. Marks. 1936 wurde er von der KUTW entlassen wegen Abstumpfung der Wachsamkeit bei der Parteiarbeit.
Erst ab Herbst 1939 lehrte Potechin wieder nun am Lehrstuhl für Grundlagen des Marxismus-Leninismus des Moskauer Zahnmedizin-Instituts. Im Dezember 1930 verteidigte er im Institut für Orientstudien der Akademie der Wissenschaften der UdSSR seine Kandidat-Dissertation über die Geschichte der Agrarverhältnisse in Südafrika. Einige Tage später wurde er als Politkommissar eines Sanitätszuges in den Sowjetisch-Finnischen Krieg geschickt. Nach Beginn des Deutsch-Sowjetischen Kriegs wurde er zu den NKWD-Streitkräften eingezogen und lehrte Grundlagen des Marxismus-Leninismus an der Offiziershochschule.
1946 kehrte Potechin zur Afrikanistik zurück, indem er wissenschaftlicher Senior-Mitarbeiter des Moskauer Instituts für Ethnographie (1947 nach Nikolai Nikolajewitsch Miklucho-Maklai benannt) der Akademie der Wissenschaften der UdSSR (AN-SSSR) wurde mit Ernennung zum Vizedirektor 1949. Zusammen mit den Moskauer und Leningrader Afrikawissenschaftlern schuf er das grundlegende Werk über die Geschichte und Ethnographie der Völker Afrikas, das 1954 erschien und dann mit dem Miklucho-Maklai-Preis ausgezeichnet wurde. 1955 verteidigte Potechin mit Erfolg seine Dissertation zum Doktor der Wissenschaften über die Entstehung der süd-afrikanischen Bantu-Nation, die dann als eigenes Buch veröffentlicht wurde.
1957 wurde Potechin als erster sowjetischer Afrikanist zu einer Studienreise in das tropische Afrika geschickt, so dass er sich drei Monate lang in Ghana aufhielt. Auf der Grundlage seiner Reisetagebücher entstand ein Buch über das moderne Ghana. 1959 wurde die Assoziation der Freundschaft mit den Völkern Afrikas gegründet, deren Vorsitz Potechin übertragen wurde und deren Aufgabe die Gründung und Unterhaltung sowjetischer Kulturzentren in Afrika war. Im selben Jahr wurde das Afrika-Institut der AN-SSSR mit Potechin als Direktor gegründet.
Potechins Tochter Hera (1929–1976) war Literaturwissenschaftlerin und Afrikanistin.
Potechin starb nach langer schwerer Krankheit und wurde auf dem Nowodewitschi-Friedhof begraben. Kwame Nkrumah schätzte Potechin sehr und schickte ein Beileidstelegramm. Direktor des Afrika-Instituts wurde Wassili Grigorjewitsch Solodownikow.